# Francesco Cattanei
Francesco Cattanei (ur. 11 lipca 1931 w Genui, zm. 11 listopada 1993 tamże) – włoski polityk i prawnik, deputowany krajowy i europejski, podsekretarz stanu.

## Życiorys
Ukończył studia prawnicze na Uniwersytet Genueńskim, praktykował jako adwokat. Wstąpił do Chrześcijańskiej Demokracji. Od 1961 był asesorem ds. prawnych i robót publicznych, a od 1962 do 1967 prezydentem prowincji Genua. W latach 1968–1987 zasiadał w Izbie Deputowanych V, VI, VII, VIII i IX kadencji, a w kadencji 1987–1992 w Senacie. Od 1969 do 1977 oddelegowany także do Parlamentu Europejskiego. Pomiędzy 1968 a 1972 kierował komisją parlamentarną badającą działalność mafii. Zajmował stanowiska podsekretarza stanu w resortach spraw zagranicznych (1974–1976, 1986–1987) i sprawiedliwości (1987–1989).
Był żonaty, nie miał dzieci. Spokrewniony z ministrem Giorgio Bo.